# Kušljanov graben
Kušljanov graben je potok, ki zbira vode Ljubljanskega barja. V začetnem toku, v bližini naselja Log pri Brezovici, se imenuje Veliki graben. Teče ob zahodnem vznožju barjanskega griča Plešivica, kjer se vanj izliva še voda iz drenažnega potoka, imenovanega Kepeš. Od Notranjih Goric teče proti vasi Podpeč, kjer se kot levi pritok izliva v Ljubljanico.